# Novodjerelíievskaia
Novodjerelíievskaia - Новоджерелиевская (rus) - és una stanitsa del krai de Krasnodar, a Rússia. Es troba a la vora dreta del Kirpili, a 26 km a l'est de Briukhovétskaia i a 86 km al nord-oest de Krasnodar.
Pertanyen a aquesta stanitsa el khútor de Txeliuskinets i el poble de Beissúgskoie